# Rivas (Nicaragua)
Rivas es un municipio y una ciudad de la República de Nicaragua, cabecera del departamento de Rivas, situada en el suroeste del país en el antiguamente llamado valle de Nicaragua dentro del llamado istmo de Rivas. En 1720, fue elevada a villa con el nombre oficial de Villa de la Purísima Concepción de Rivas en honor a Francisco Rodríguez de Rivas, presidente – gobernador y capitán general de la Real Audiencia de Guatemala entre 1716 y 1724, siendo elevada a la categoría de ciudad en 1835 durante la administración de José Zepeda como jefe de Estado de Nicaragua.
En el archivo de Guatemala hay una cédula que dice "Pura y Limpia Concepción", también existe un auto que le agrega "Nuestra señora Pura y Limpia Concepción"; por tal motivo Carlos Molina Argüello recomienda "hacer uso preciso y determinado del nombre de esta advocación por lo que hay que atenerse al más egregio de sus documentos". Molina se refiere, no al firmado en la capitanía general de Guatemala, sino en Ildelfonso, España, firmado por Don Carlos su majestad el rey, donde confirma el título del 29 de mayo de 1720, le llama "Villa de la Purísima Concepción de Rivas de Nicaragua", del 19 de septiembre de 1783.

## Geografía
| Noroeste: Belén | Norte: Potosí         | Noreste: Buenos Aires            |
| Oeste: Tola     |                       | Este: San Jorge y Lago Cocibolca |
| Suroeste: Tola  | Sur: San Juan del Sur | Sureste: Cárdenas                |

## Historia
El departamento de Rivas fue conocido durante la colonia como el Valle de Nicaragua en honor al cacique Nicaragua quien fue rey de estas tierras y al lago frente al lugar como lago de Nicaragua. En nombre de este los españoles le dieron como nombre Nicaragua a la nueva provincia.  
Durante el siglo XVI las familias granadinas vieron la oportunidad de hacerse de haciendas para cultivar cacao y criar ganado por lo que según los registros del Obispo Fray Pedro Agustín Morel de Santa Cruz de 1751 sobre la Diócesis de Nicaragua y Costa Rica en el año 1607 se intentó edificar una parroquia de nombre Santa Cruz por parte de las familias criollas españolas que se habían establecido en el valle al Doctor don Alonso de Castilla Presidente de Guatemala pero el proyecto quedó frustrado. 
En 1657 se reedificó la ermita San Sebastián construida por los mulatos del valle. Esta serviría como la parroquia de la nueva Villa de Nicaragua haciendo la solicitud en 1717 con el nombre de Villa de la Purísima Concepción de Rivas de Nicaragua ante el presidente de Guatemala, don Francisco Rodríguez de Rivas. Se le añadió el nombre de Rivas para hacer honor al apellido del presidente de Guatemala y aceptara la solicitud de la nueva Villa independiente de la ciudad de Granada. Originalmente el nombre hubiera sido Villa de Nicaragua. La villa tenía tutela de los actuales 10 municipios del departamento. 
Se decidió que la nueva Villa tuviera Cabildo y Jurisdicción propia y la nueva Iglesia como Parroquia. La parroquia era un requisito para los españoles para nombrar una nueva Villa, ahí el interés de los criollos por construir una nueva parroquia esto le daba más valor a sus tierras. 
Rivas fue fundada en 1720 como una villa pero con el nombre formal de Villa de la Purísima Concepción de Rivas de Nicaragua. Esto sucedió a pesar de las protestas de la ciudad de Granada. La población aumentó por la inmigración procedente de Granada y otros lugares del interior. Durante el siglo XVIII, Rivas fue el centro de las haciendas que producían cacao, añil y tabaco en la tierra fértil entre el Océano Pacífico y el Lago Cocibolca. La élite de Rivas también tuvo alianzas con el ganado en corregimiento de Nicoya.

### Colonización del Guanacaste
Entre los siglos XVI y XVII el Valle de Nicaragua fue un importante productor de cacao solo por debajo de El Salvador, esto permitió aumentar las riquezas de las familias rivenses y gracias a ello se volvió un pueblo próspero. Durante el siglo XVIII las familias adineradas rivenses como los De la Cerda empiezan a expandirse hacia el Corregimiento de Nicoya la actual provincia de Guanacaste para hacerse de Haciendas de Campo y Hatos de Ganado así aparecen registrado en el padrón de diezmos de la Diócesis de 1751: 
"...respecto a que en esta Villa de Nicaragua se hallaron muchos sujetos vecinos de ella que tienen sus haciendas de campo y hatos en la jurisdicción de la provincia de Nicoya, mando se les tome individual razón de lo que cada uno tuviere... y consecutivamente pasar a la dicha provincia a proseguir la referida comisión".
La influencia de las familias rivenses se reflejaría hasta el río Tempisque dando nacimiento a la Villa de Guanacaste (actual Liberia). Estas familias llevarían sus haciendas ganaderas hacia el corregimiento de Nicoya, estas familias eran de origen español razón por lo que la etnia de Liberia es opuesta a las municipalidades de Santa Cruz y Nicoya.

### Guerra Nacional
En Rivas se dieron 4 batallas heroicas contra el general William Walker. Este aventurero americano intentó, entre 1855 y 1860, apoderarse de Nicaragua y parte de Costa Rica, entonces presa de fuertes tensiones sociales y políticas.
En Rivas tuvieron lugar dos célebres batallas de la guerra centroamericana contra los filibusteros de William Walker.
En la primera Batalla de Rivas de 1855, William Walker con fuerzas combinadas del bando democrático (liberales) y filibusteros jefeados por William Walker atacan la ciudad de Rivas el 29 de junio de 1855 y resultan derrotados por los fuerzas del bando legitimista (conservadores). La refriega, que contó con nicaragüenses en ambos bandos, es recordada por la acción heroica del maestro rivense Enmanuel Mongalo y Rubio y el obrero campesino Felipe Neri Fajardo quienes se ofrecieron como voluntarios para incendiar la casona de Don Máximo Espinoza, lugar donde estaban resguardados los filibusteros. 
En recuerdo de la valerosa gesta heroica del maestro rivense Emmanuel Mongalo se conmemora el 29 de junio como día del maestro en Nicaragua.
En la segunda batalla de Rivas, que se efectuó el 11 de abril de 1856, las fuerzas del ejército de Costa Rica, dirigidas personalmente por el presidente Juan Rafael Mora Porras, derrotaron a las de Walker, aunque con un elevado número de bajas. Posteriormente, el ejército costarricense, diezmado por la epidemia del cólera hubo de abandonar la ciudad, que fue ocupada nuevamente por los filibusteros. En esta batalla se da la acción heroica del soldado costarricense Juan Santamaría. 
La tercera batalla de Rivas, el 3 de marzo de 1857, fue un ataque de las fuerzas aliadas centroamericanas, dirigidas por el general Florencio Xatruch, a la ciudad de Rivas, cuartel general de Walker, sin ningún resultado.
En la cuarta batalla de Rivas, que se efectuó el 11 de abril de 1857, las fuerzas combinadas de los cinco países centroamericanos, dirigidas por el general costarricense José Joaquín Mora Porras, intentaron apoderarse de la ciudad, donde se encontraban las tropas filibusteras, encabezadas personalmente por Walker. Después de cuatro horas de combate, las fuerzas centroamericanas tuvieron que retroceder con un gran número de bajas, ante el nutrido fuego de los filibusteros.
A pesar de que constituyó una victoria filibustera, la cuarta batalla de Rivas fue el último combate importante de la Guerra Nacional de Nicaragua, ya que el 1 de mayo de 1857, Walker se rindió ante el capitán estadounidense Charles Davis, cuyo buque Saint Mary's se hallaba anclado en San Juan del Sur. El general Mora aceptó la capitulación, y Walker abandonó el territorio centroamericano con todos los honores de la guerra.

### Elevación a ciudad
Rivas recibió los derechos de ciudad en 1835 cuando se elevó del rango de villa a ciudad.

## Demografía
Rivas tiene una población actual de 55,739 habitantes. De la población total, el 48.4% son hombres y el 51.6% son mujeres. Casi el 64.1% de la población vive en la zona urbana.

## Clima
La ciudad tiene un clima tropical de sabana (clasificación climática de Köppen: Aw) con una estación seca corta de enero a abril y una estación húmeda prolongada de mayo a octubre. Las temperaturas se mantienen constantes durante todo el año, siendo la estación seca un poco más fresca y oscilan entre los 25,5 °C (77,9 °F) en enero y los 27,7 °C (81,9 °F) en mayo. La precipitación media anual es de 1,345 mm.

## Economía
Las principales actividades económicas son la agricultura y la ganadería. En 1996 existían 20 817 manzanas sembradas en maíz, caña, musáceas y frijol. En el municipio existen 61 500 cabezas de ganado dedicadas a la producción de leche y carne con un rendimiento de tres litros de leche por cabeza. La producción de carne es utilizada para el consumo local y en mayor porcentaje la comercialización con otras regiones del país.
Cabe destacar que el departamento de Rivas es el mayor productor de plátanos del país y se está exportando a países como El Salvador y Costa Rica. 

## Turismo
Rivas la 4 veces ciudad heroica durante la Guerra Nacional contra el general William Walker y los filibusteros; su entorno agrícola merece detenerse unas horas o unos días. La mayor parte del campo alrededor de la ciudad está plantado con plátanos y caña de azúcar, en grandes áreas separadas por caminos transitables arbolados. 
Celebremente conocida como la Ciudad de los Mangos se caracteriza por los árboles de mangos en sus caminos aunque históricamente ha sido el cacao el árbol de tiempos precolombinos y que durante la colonia le dio tanta riqueza a las familias rivenses.  
La ciudad conserva un  museo que da testimonio de los descubrimientos hechos en su territorio, así como de la diversidad de su entorno natural. Hay algunos cañones usados durante la Batalla de Rivas. 
Finalmente, la posición de Rivas lo convierte en una escala interesante y económica para excursiones de un día a Ometepe,  San Juan del Sur y San Jorge. Rivas cuenta con una terminal de buses que da servicio a todo el país. 
Está el santuario de Jesús del Rescate en la comunidad de Popoyuapa, la iglesia católica ha reconocido esta parroquia como santuario nacional desde 2013. El Santuario de Jesús del Rescate es lugar de peregrinaje de muchos devotos en Nicaragua que peregrinan en carretas hasta el Santuario. 
Las rosquillas de las piedras son célebres en todo el país. Siendo apetecidas por los nicaragüenses.  

## Transporte
La carretera más grande es la Carretera Panamericana, que proporciona una conexión a Nandaime y Jinotepe en el norte y Costa Rica en el sur. Además, también hay carreteras a Tola, San Juan del Sur y San Jorge.